# فهد بن سلمان بن عبد العزيز آل سعود
فهد بن سلمان بن عبد العزيز آل سعود (1375هـ - 1955م ، 1422هـ -2001م) أكبر أبناء الملك سلمان بن عبد العزيز آل سعود ووالدته هي الأميرة سلطانة بنت تركي بن أحمد السديري، ولد الأمير الراحل عام 1375هـ - 1955م بالرياض ودرس المرحلة الابتدائية والمتوسطة والثانوية في معهد العاصمة النموذجي (الأنجال سابقا)، وأكمل دراسته الجامعية في الولايات المتحدة الأمريكية وحصل من جامعة كاليفورنيا على شهادة البكالوريوس في العلوم السياسية، وعاد إلى السعودية ليعمل مستشارًا في وزارة الداخلية، ثم نائبًا لأمير المنطقة الشرقية لمدة سبع سنوات من 1406 إلى 1413 هـ ثم أُعفي من منصبه بناء على طلبه ليتفرغ لأعماله الخاصة. تولّى الإشراف على عدد من الجمعيات الخيرية والطبية والاجتماعية آخرها عضو مجلس الإدارة والأمين العام للجمعية الخيرية لمرضى الفشل الكلوي والتي يرأسها الملك سلمان بن عبد العزيز .

## حرب الكويت 1990
كان الأمير فهد بن سلمان بن عبد العزيز آل سعود قد عاد وقتها إلى المنطقة الشرقية من لندن حيث كان يقضي إجازته السنوية بعد أن تلقى خبر اجتياح العراق لدولة الكويت، وقال: أقلعنا من لندن عائدين إلى السعودية، وجلست بجوار قائد الطائرة لإجراء بعض الاتصالات وحاولت الاتصال بالأمير محمد بن فهد بن عبد العزيز آل سعود أمير المنطقة الشرقية ووجدت صعوبة في ذلك لتواجده في الخفجي لإقناع أمير دولة الكويت الشيخ جابر الأحمد الصباح بالعودة إلى الدمام لأنه كان هناك خطر على حياته.

## زوجته
- صاحبة السمو الأميرة نوف بنت خالد بن عبد الله بن عبد الرحمن آل سعود.  (متوفاة، وصلّي عليها يوم الأربعاء الموافق 11 ذو الحجة 1442هـ الموافق 21 يوليو 2021 بعد صلاة العصر في جامع الإمام تركي بن عبد الله في مدينة الرياض).[1]

## أبناؤه
- الأمير سلطان بن فهد بن سلمان بن عبد العزيز آل سعود مواليد 1982(رئيس شركة ايراد القابضة). متزوج من الأميرة بسمة بنت منصور بن مشعل بن عبد العزيز آل سعود في 8 محرم 1434هـ الموافق 22 نوفمبر 2012م.[2] وله من البنات الأميرة الجوهرة
- الأميرة سارة بنت فهد بن سلمان بن عبد العزيز آل سعود مواليد 1983. متزوجة من الأمير طلال بن عبد العزيز بن بندر بن عبد العزيز آل سعود[3] في مايو 2011م الموافق للعام 1432هـ في قصر الثقافة بحي السفارات بالرياض واُحْتُفِلَ أيضًا بالزواج في ربوع جزيرة ماربيا الإسبانية بحضور 1500 شخص[4] ولها من الأبناء الأمير فهد، والأميرة هناء
- الأمير أحمد بن فهد بن سلمان بن عبد العزيز آل سعود مواليد 1985(نائب أمير المنطقة الشرقية سابقاً) متزوج من الأميرة سلمى بنت بدر بن عبد المحسن بن عبد العزيز آل سعود وله من الأبناء الأميرة نوف، والأمير فهد
- الأميرة ريما بنت فهد بن سلمان بن عبد العزيز آل سعود مواليد 1993

## وفاته
توفي الأمير فهد بن سلمان بن عبد العزيز آل سعود في عصر يوم الأربعاء 4 جمادى الأولى 1422هـ الموافق 25 يوليو 2001م عن عمراً يناهز ستاً وأربعين سنة إثر سكتة قلبية ألمّت به قبل أن يذهب إلى موعد أسنان في مستشفى الملك فيصل التخصصي بالرياض ، وصلي عليه عصر يوم الخميس 5 جمادى الأولى 1422هـ الموافق 26 يوليو 2001 في جامع الإمام تركي بن عبد الله في الرياض ، ووري جثمانه الثرى بمقبرة العود بالرياض .

## مراثي الشعراء
- رثى الأمير فهد بن سلمان الشيخ محمد بن راشد آل مكتوم قائلاً:

- في قصيدة بعنوان «فهد» للدكتور غازي القصيبي قائلاً:

## انظر ايضاً
- سلمان بن عبد العزيز آل سعود.

## وصلات خارجية
- فهد بن سلمان.. مواقف ورحيل حزين.